# Borolia incana
Borolia incana là một loài bướm đêm trong họ Noctuidae.